# Hipófisis media

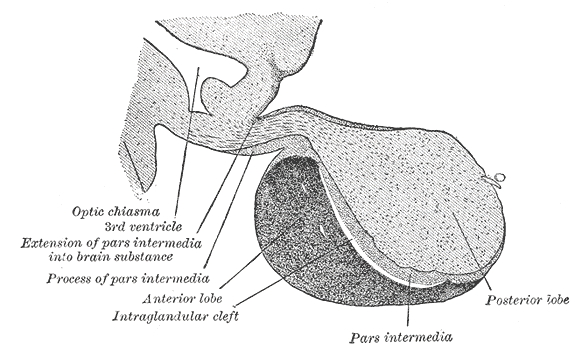
Corte sagital de la hipófisis de un mono adulto; abajo, la hipófisis media, señalada como pars intermedia.

 La hipófisis media (pars intermedia) es una estrecha región de la hipófisis entre el lóbulo anterior y el posterior, sin embargo está estrechamente adherido a la parte anterior. Corresponde con un 2% aproximadamente del total de la hipófisis. Proviene de la Bolsa de Rathke, es decir tiene un origen ectodérmico al igual que la adenohipófisis, pero presenta una función diferente a la de esta región de la hipófisis.
Está formada no solo por células raticulares o estrelladas (muy similares a las que tiene el lóbulo anterior pars distalis ) sino también por un coloide y un epitelio de células cúbicas que lo rodea. Además de las células estrelladas también tiene otras de morfología más ovalada que en su parte superior. 
Con fines de termorregulación, camuflaje y exhibiciones conductuales; los peces, anfibios y reptiles, cambian de color su piel, dicho proceso lo realizan al expulsar o introducir gránulos negros o pardos de la periferia de células pigmentadas, nombradas melanóforos. Estos gránulos están compuestos por melaninas que se sintetizan a partir de la dopamina y dopaquinoa. Entre las hormonas y neurotransmisores que controlan el desplazamiento de los gránulos, podremos encontrar las hormonas estimulanes de melanocitos α y β (también conocida como MSH), la hormona melaninoconcentradora, la melatonina y las catecolaminas.
En los mamíferos, no se realizan estos procesos de dispersión y concentración de gránulos pigmentarios, debido a que no tienen melanóforos, pero poseen melanocitos, los cuales presentan innumerables prolongaciones; dentro de éstas, gránulos de melanina.
- Datos: Q1433379